# Algarve Cup

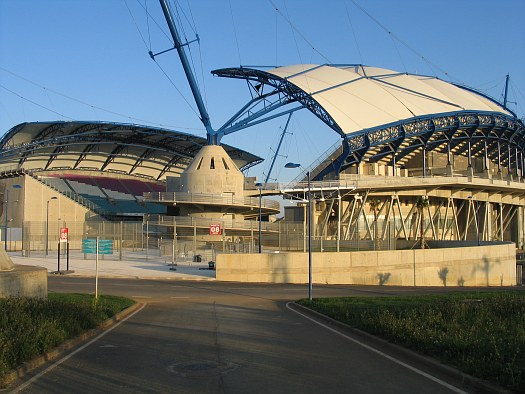
Portugalský fotbalový stadion Estádio Algarve

Algarve cup je mezinárodní turnaj ženských národních týmů ve fotbalu. Koná se pravidelně na jaře v Portugalsku v regionu Algarve a patří k nejvýznamnějším ženským fotbalovým turnajům. 
První ročník se uskutečnil v roce 1994. Turnaje se účastní 12 týmů, někdy je také nazýván "malým mistrovstvím světa". Nejúspěšnějším týmem jsou USA, které turnaj vyhrály desetkrát.

## Historie turnaje
| Rok  | Vítěz                | 2. místo             | Výsledek finále                            | 3. místo    |
| ---- | -------------------- | -------------------- | ------------------------------------------ | ----------- |
| 1994 | Norsko               | USA                  | 1 – 0                                      | Švédsko     |
| 1995 | Švédsko              | Dánsko               | 3 – 2                                      | Norsko      |
| 1996 | Norsko               | Švédsko              | 4 – 0                                      | Čína        |
| 1997 | Norsko               | Čína                 | 1 – 0                                      | Švédsko     |
| 1998 | Norsko               | Dánsko               | 4 – 1                                      | USA         |
| 1999 | Norsko               | USA                  | 4 – 1                                      | Švédsko     |
| 1999 | Čína                 | USA                  | 2 – 1                                      | Norsko      |
| 2000 | USA                  | Norsko               | 1 – 0                                      | Čína        |
| 2001 | Švédsko              | Dánsko               | 3 – 0                                      | Čína        |
| 2002 | Čína                 | Norsko               | 1 – 0                                      | Švédsko     |
| 2003 | USA                  | Čína                 | 2 – 0                                      | Norsko      |
| 2004 | USA                  | Norsko               | 4 – 1                                      | Francie     |
| 2005 | USA                  | Německo              | 1 – 0                                      | Francie     |
| 2006 | Německo              | USA                  | 0 – 0 (4 – 3 pen.)                         | Švédsko     |
| 2007 | USA                  | Dánsko               | 2 – 0                                      | Švédsko     |
| 2008 | USA                  | Dánsko               | 2 – 1                                      | Norsko      |
| 2009 | Švédsko              | USA                  | 1 – 1 (4 – 3 pen.)                         | Dánsko      |
| 2010 | USA                  | Německo              | 3 – 2                                      | Švédsko     |
| 2011 | USA                  | Island               | 4 – 2                                      | Japonsko    |
| 2012 | Německo              | Japonsko             | 4 – 3                                      | USA         |
| 2013 | USA                  | Německo              | 2 – 0                                      | Norsko      |
| 2014 | Německo              | Japonsko             | 3 – 0                                      | Island      |
| 2015 | USA                  | Francie              | 2 – 0                                      | Německo     |
| 2016 | Kanada               | Brazílie             | 2 – 1                                      | Island      |
| 2017 | Španělsko            | Kanada               | 1 – 0                                      | Dánsko      |
| 2018 | Nizozemsko a Švédsko | Nizozemsko a Švédsko | finále neodehráno kvůli hustému dešti      | Portugalsko |
| 2019 | Norsko               | Polsko               | 3 – 0                                      | Kanada      |
| 2020 | Německo              | Itálie               | finále neodehráno kvůli pandemii covidu-19 | Norsko      |